# 4MV
La sonda planetaria 4MV (abreviatura de sonda Marte-Venus de cuarta generación) es una designación para un diseño común utilizado para las sondas no tripuladas soviéticas a Marte y Venus.
Fue una mejora incremental de las sondas 3MV anteriores y se utilizó para las misiones 2 a 7 a Marte y las misiones 9 a 16 de Venera. Existen diferentes versiones del bus, por ejemplo, 4V-1, 4V-M y 4V-2.   El mismo diseño de base también se utilizó para los observatorios espaciales en órbita terrestre. 

## Diseño
El autobús de la nave espacial tiene una altura de 2,8 metros (3,1 yd) y una luz de panel solar de 6,7 metros (7,3 yd) . La sección central del autobús tiene un diámetro de aproximadamente 1 metro (1,1 yd) y propulsor contenido. El motor principal (KTDU-425) está rodeado por un compartimento de instrumentos cónico con un diámetro de 2,35 metros (2,6 yd) en la base.  Mientras que Mars 2,3 y Kosmos 419 utilizaron el KTDU-425, los autobuses 4MV posteriores a 1971 utilizaron el KTDU-425A). 

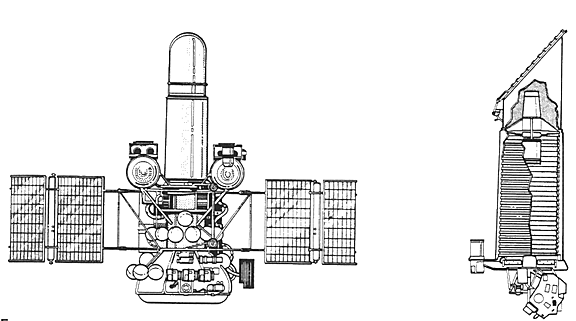
Astron

## Variantes
- Marte M-71 |3MS: Kosmos 419 (M-71|3MS No.170), Mars 2 (M-71 No.171), Mars 3 (M-71 No.172) [6]
- Marte M-73 |3MS|3MP: Mars 4 (M-73|3MS No.52S), Mars 5 (M-73|3MS No.53S), Mars 6 (M-73|3MP No.50P), Mars 7 (M-73|3MP No.51P) [7] [8]
- Venera 4V-1: Venera 9 (4V-1 No.660), Venera 10 (4V-1 No.661), Venera 11 (4V-1 No.360), Venera 12 (4V-1 No.361), Venera 13 (4V-1M No.760), Venera 14 (4V-1M No.761) [1][2]
- Astróno : Astróno [9]
- Venera 4V-2: Venera 15 (4V-2 No.860), Venera 16 (4V-2 No.861) [10]
- Granat : Granat [11]